# St-Louis (Toulon)

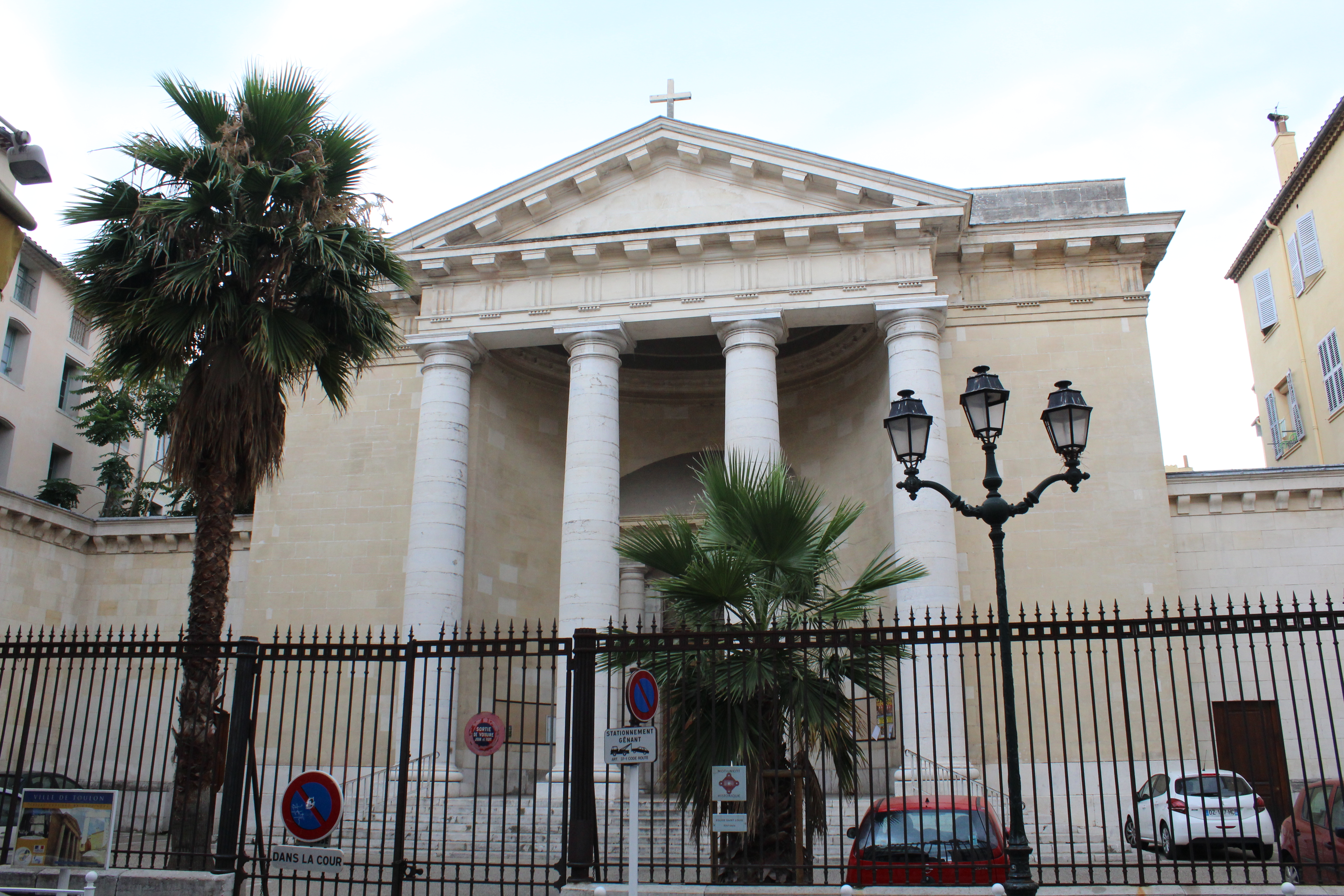
Kirche von Norden

Die römisch-katholische Kirche Saint-Louis liegt im historischen Zentrum der südfranzösischen Stadt Toulon im Département Var. Sie ist seit 1945 als Monument historique eingestuft. Zusammen mit der Kathedrale von Toulon gehört sie zur Pfarrei Toulon-Mitte.

## Geschichte
Die von Bischof Armand de Chalucet gewünschte zweite Innenstadtkirche Toulons wurde ab 1709 am Exerzierplatz gebaut, die Arbeiten kamen jedoch wegen der Pest zum Erliegen und wurden erst 1669 fortgesetzt. 1780 wurde das bis dahin Gebaute auf Befehl Ludwig XVI. aus militärischen Gründen wieder abgerissen. Man wich auf das Gelände eines früheren Kapuzinerklosters aus, und der Architekt Joseph Sigaud stellte den Bau 1788 im klassizistischen Stil fertig. Er konnte aber wegen der Französischen Revolution und ihrer Folgen erst 1858 auf den Namen des heiligen Königs Ludwig IX. von Frankreich geweiht werden. Im Zweiten Weltkrieg schwer beschädigt, konnte die Kirche wieder aufgebaut werden. Sie ist über die Rue Louis Jourdan zugänglich.

## Beschreibung
Die Kirche ist im griechisch-römischen Stil gebaut. Der (nördlichen) Fassade vorgebaut sind vier massive toskanische Säulen und ein Frontispiz. Im Innern der dreischiffige Hallenkirche tragen zwei Reihen dorischer Säulen aus Kalkstein von Cassis prächtige Architrave. Das Mittelschiff ist mit einem Tonnengewölbe gedeckt, die Seitenschiffe habe flache Decken. Der Chor ist von zehn korinthischen Säulen umstanden, die eine Laternenkuppel tragen. 2017 wurde die verschönerte Krypta eingeweiht, die eine Madonna mit dem Stieglitz aufweist.

## Ausstattung
Die Kirche ist sparsam ausgestattet. Eine Marienfigur stammt aus dem 15., die Kanzel aus dem frühen 19. Jahrhundert. Die Figur des heiligen Sebastian wird Pierre Puget zugeschrieben. Eine Barke erinnert an den Fischer Simon Petrus.

## Orgel
Die 1961 von Athanase Dunand (1909–1998) gebaute klassizistische Orgel ist mit vier Manualen und 55 Registern die bedeutendste des Bistums. Zusätzlich existiert eine Chororgel von Pascal Quoirin (2018).